# Ivan Lazarev
Ivan Vladimirovich Lazarev (cirílico:Иван Владимирович Лазарев) (Orekhovo-Zuyevo, 31 de janeiro de 1991) é um basquetebolista profissional russo atualmente sem clube mas que teve como última equipe o Runa Basket que disputa a Superliga I. O atleta que atua como pivô, mede 2,10m e pesa 105kg.

## Carreira profissional
O atleta iniciou sua carreira nas categorias de base do Dynamo Moscou, clube o qual Lazarev debutou como profissional no Dynamo II na temporada 2008-09 e na próxima temporada veio a assinar com a equipe principal.
Em 2011 transferiu-se para o Triumph Lyubertsy onde permaneceu até 2015, pois a equipe mudou oficialmente o nome para Zenit e Lazarev permaneceu na equipe. Durante a temporada 2015 fez uma passagem pelo BC Ryazan na Superliga I.
Em 8 de outubro de 2015 assinou com o gigante russo do CSKA de Moscou em acordo previsto para um ano, o qual foi renovado na temporada seguinte.
Em 6 de outubro de 2017, Lazarev voltou para o Zenit de São Petersburgo, onde jogou onze partidas na VTB United League e obteve uma média de 3,9 pontos, 1,8 rebotes e 0,1 assistências por partidas. Durante a temporada 2018-19 defendeu o Parma Basket e por fim o último registro como jogador foi no Runa Basket.

## Títulos e honrarias

### Clubes
CSKA de Moscou
- Campeão da Euroliga (1):2015-16
- Campeão da Liga Russa (2): 2015-16, 2016-17

Parma Basket
- Campeão da Copa da Rússia (1): 2019

### Seleção russa
- 6º colocado no Campeonato Europeu Sub 18 em Métis, França (8,2 pontos e 4,8 rebotes por partida)[10]